# Bekishe

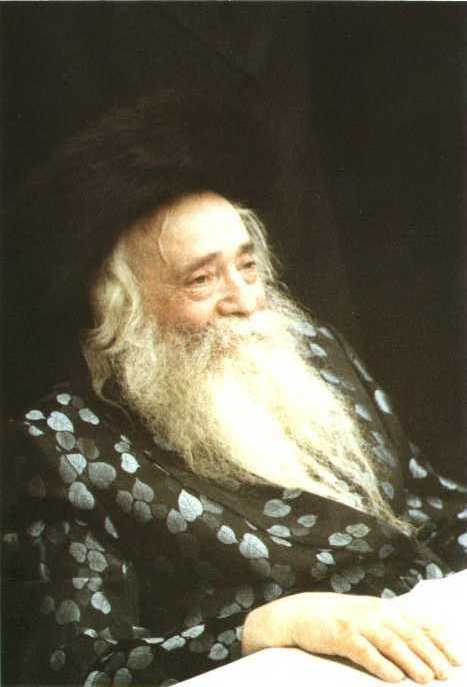
Rabbi Yekusiel Yehudah Halberstam con la Tish Bekishe

Una bekishe, o beketshe (yiddish:בעקעטשע), è una tunica (o anche cappotto) di poliestere o di seta da uomo, usualmente di colore nero, lunga fino alle ginocchia, fornita di bottoni sul davanti e con maniche lunghe, indossata da ebrei chassidici e da alcuni ebrei Haredi.  La maggioranza dei chassidim la indossano solo durante lo Shabbos, le Festività ebraiche o ai matrimoni e simili occasioni.  Durante la settimana, indossano una rekel (yiddish: רעקל o Lang Rekel - plur. rekelech) fatta di lana o poliestere, che somiglia ad un completo in doppio petto, ma più lungo. Siccome molti rabbini chassidici indossano la bekishe anche durante la settimana, di sabato portano una bekishe più elegante ed adornata, spesso foderata di velluto e di colore differente dal nero o combinato col nero.

## Descrizione

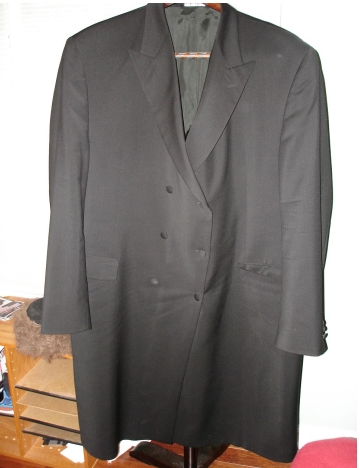
Una rekel di lana

Esistono due tipi di bekishe.  La bekishe glatt (semplice) che è a tinta unica ed è normalmente indossata la sera del venerdì e il sabato per le preghiere mattutine (Shacharit). Durante i pasti dello Shabbat viene indossata la bekishe a motivi, nota anche come Tish Bekishe (in yiddish).  Entrambe sono fatte di seta e, ora più spesso, di poliestere. Molti rebbe chassidici, specialmente quelli di discendenza ungherese portano la Tish Bekishes di vari colori, di solito in combinazione col nero, blu e argento.
Quasi universalmente la bekishe è comunque nera. I modelli a strisce oro e blu indossati da certe correnti ebraiche Haredi, Neturei Karta e altre, sono chiamati caffettani. Il caffettano color oro è generalmente portato dopo il matrimonio, mentre prima del matrimonio si indossa una bekishe nera o altro abbigliamento adatto alla settimana lavorativa.
Gran parte dei chassidim Chabad sposati indossano un Kapoteh (cappotto) lungo e nero, invece della bekishe.  Il Kapoteh o "Frac", oltre alla sua cucitura particolare alla vita, ha quattro bottoni davanti (invece dei sei posti sulla bekishe) e un'apertura a taglio sul basso-schiena. Il Kapoteh può esser fatto di lana o seta.